# Фрутхерст (Алабама)
Фрутхерст (енгл. Fruithurst) град је у америчкој савезној држави Алабама. По попису становништва из 2010. у њему је живело 284 становника.

## Демографија
Према попису становништва из 2010. у граду је живело 284 становника, што је 14 (5,2%) становника више него 2000. године.
| Група             | 2000.       | 2010.       |
| Белци             | 267 (98,9%) | 279 (98,2%) |
| Афроамериканци    | 1 (0,4%)    | 0 (0,0%)    |
| Азијати           | 0 (0,0%)    | 1 (0,4%)    |
| Хиспаноамериканци | 2 (0,7%)    | 0 (0,0%)    |
| Укупно            | 270         | 284         |